# الإنسان العاقل الأول
الإنسان العاقل الأول (باللغة العفارية: Idaltu،الأقدم، أول مولود) يطلق عليه أيضا إنسان هيرتو، هو نوع منقرض من أشباه البشر. هو الاسم المعطى لعدد من الأحافير التي تم العثور عليها عام 1997 في هيرتو بوري، أثيوبيا. ترجع هذة الحفريات إلى أكثر من 160,000 عام مضى.
يعتقد علماء علم مستحاثات البشر أن هذة الحفريات التي تكون هياكل عظمية تنتمي إلى سلالات منقرضة من الإنسان العاقل الأول الذي عاش في أفريقيا في العصر الحديث الأقرب. برر العلماء اعتقادهم بأنه عند تشريح هذة الحفريات وجدوا بأنها تمتلك بعض الصفات غير الشائعة في الإنسان العاقل الحديث تشريحيا. كما أنهم يفتقرون إلى الميزات المشتقة من إنسان نياندرتال الكلاسيكي. يتشابة الإنسان العاقل الأول (Idaltu) في الشكل المورفولي مع الحفريات الأفريقية القديمة وانسان العصر البليستوسيني المتأخر.
بسبب تاريخ الحفريات المبكر وخصائصها الفيزيائية الفريدة، يعتقد بأنها تمثل الأسلاف المباشرة للإنسان الحديث وهو ما تم ذكره في نظرية الخروج من أفريقيا.

## الإكتشاف
تم اكتشاف المستحاثة والبقايا المتحجرة من الإنسان العاقل الأول في هيرتو بوري بالقرب من أوش الوسطى في مثلث العفر، أثيوبيا في عام 1997 بواسطة عالم المستحاثات البشرية تيم وايت، لكن تم الكشف عنها لأول مرة في عام 2003. تقع هيرتو بوري تحت طبقات بركانية.
باستخدام التقنية الإشعاعية لتحديد العمر، تم تقدير عمر المستحاثة إلى 154,000 - 160,000 عام مضى. كما تم العثور على ثلاث جماجم، إحداها جيدة الحفظ ما زالت محافظة على شكلها نسبيا لذكر بالغ (BOU-VP-16/1) بحجم دماغ وصل إلى 1,450 سم مكعب (88 بوصة مكعبة)، وأخرى لذكر على وشك البلوغ بينما الثالثة والأخيرة لطفل يبلغ من العمر 6 أعوام.

## المورفولوجيا والتصنيف
تختلف بقايا الأومو عن أحافير الإنسان العاقل القديم. مثل مستحاثات الكرومانيون الموجودة في أوروبا وأجزاء أخرى من العالم. التي تتشابه مورفولوجيتها مع الحفريات الأفريقية الأكثر بدائية في حجم الجماجم الضخمة والقوية، الشكل الكروي للدماغ وخصائص الوجة النموذجي التي يتميز بها الإنسان العاقل.
في مقال نشر عام 2003 في مجلة نيتشر يجدل فيها عالم الأنثروبولوجيا كريس سترينجر قائلا:
«هذة الجماجم ليست مميزة بما يكفي لتبرير اسم السلالة الجديدة».